# John Smith (sénateur)
Pour les articles homonymes, voir John Smith et Smith.
Ami proche du président américain Thomas Jefferson, John Smith (1735 – 1824) fut l'un des deux premiers sénateurs, au début du XIXe siècle de l'état de l'Ohio, poste dont il dut démissionner après avoir été soupçonné de complicité dans la conspiration de Burr.
Né en Virginie, il fut pasteur dans plusieurs congrégations baptistes en Virginie et dans l'Ohio au cours des années 1790, devenant un fournisseur des postes militaires près de Cincinnati puis un délégué à la convention constitutionnelle de l'Ohio en 1802, en tant que leader d'un groupe qui soutenait le projet de création d'un État, en opposition au gouverneur Arthur St. Clair, puis fut élu au congrès des États-Unis de 1803 à 1808.
Le 31 décembre 1807, un comité sénatorial présidé par l'ex-président américain John Quincy Adams recommande son éviction du Sénat et il n'échappe à ce sort que par une voix lors du vote, puis démissionne le 25 avril, fait faillite et s'installe à St. Francisville en Louisiane, où il décèdera en 1824.
Dès 1800, il avait réalisé des achats de terre à vocation spéculative à St. Francisville et ses agents immobiliers, les frères Kemper furent impliqués dans des violences qui menèrent à la proclamation de la république de Floride occidentale.